# André Gomes
André Filipe Tavares Gomes (phát âm tiếng Bồ Đào Nha: [ɐ̃ˈdɾɛ ˈɡomɨʃ]; sinh ngày 30 tháng 7 năm 1993) là một cầu thủ bóng đá chuyên nghiệp người Bồ Đào Nha chơi ở vị trí tiền vệ trung tâm cho câu lạc bộ Lille của Ligue 1
Anh chơi bóng ba năm tại Benfica, nơi anh giành cú ăn ba quốc nội trong mùa giải 2013–14. Vào tháng 7 năm 2014, anh gia nhập Valencia.
Gomes có 37 lần khoác áo Bồ Đào Nha ở tất cả các cấp độ trẻ, bao gồm sáu lần khoác áo đội U21. Anh đại diện cho quốc gia tại Euro 2016, vô địch giải đấu này.

## Sự nghiệp câu lạc bộ

### Benfica
Sinh tại Grijó, Vila Nova de Gaia, quận Porto, Gomes gia nhập lò đào tạo trẻ của S.L. Benfica ở tuổi 18, chơi bóng năm cuối của anh ở đội trẻ với câu lạc bộ Lisboa. Vào ngày 28 tháng 7 năm 2012, anh xuất hiện trong trận đấu đầu tiên của mình với đội một, trong trận giao hữu với Gil Vicente FC, và đã trải qua mùa giải đầu tiên của mình ở cấp cao với đội dự bị, cạnh tranh ở giải hạng hai.
Gomes ghi bàn thắng đầu tiên cho Benfica B ở trận đấu của giải trước S.C. Braga B (hòa 2–2 trên sân nhà) và C.F. Os Belenenses (6–0, cũng tại sân nhà). Vào ngày 18 tháng 10 năm 2012 anh ra mắt chính thức trong đội hình chính, thi đấu 25 phút sau khi vào sân từ băng ghế dự bị thay thế cho Eduardo Salvio và ghi bàn trong chiến thắng 4–0 trước S.C. Freamunde, cho chiến dịch Taça de Portugal.
Gomes tiếp tục có tên trong đội hình một của Benfica vào ngày 27 tháng 10 năm 2012, khi anh xuất phát ngay từ đầu và ghi bàn trong chiến thắng trên sân khách 3–0 trước Gil Vicente trong lần đầu xuất hiện tại Primeira Liga. Tuy nhiên, anh chủ yếu tiếp tục chơi ở đội B.
Vào ngày 31 tháng 1 năm 2014, Benfica (và Benfica Stars Fund) đã bán 100% quyền kinh tế của Gomes cho một công ty tư nhân, Meriton Capital Limited, với mức giá 15 triệu euro, cộng thêm 25% vào phí chuyển nhượng sau này. Anh vẫn ở lại với the Eagles đến cuối mùa giải.
Vào ngày 16 tháng 4 năm 2014, Gomes chơi trọn vẹn 90 phút trong trận đấu lượt về vòng bán kết của Cúp bóng đá Bồ Đào Nha, ghi bàn ấn định chiến thắng 3–1 sau một nỗ lực cá nhân tuyệt vời để giúp đội bóng của anh – chơi thiếu một người trong 60 phút trước FC Porto – chiến thắng với tổng tỷ số 3–2. Anh kết thúc mùa giải với 23 trận trên tất cả các đấu trường, giúp câu lạc bộ giành cú ăn ba đầu tiên trong lịch sử (giải vô địch quốc gia, cup và Taça da Liga).

### Valencia
Vào ngày 17 tháng 7 năm 2014, Gomes đồng ý một bản hợp đồng cho mượn một mùa giải với Valencia CF, tham gia tổ chức của đồng bào bao gồm cả quản lý Nuno Espírito Santo. Mặc dù các quyền kinh tế của anh đã thuộc sở hữu của Peter Lim, một hợp đồng cho mượn đã được sắp xếp để đưa anh và Rodrigo đến câu lạc bộ của Tây Ban Nha do sự mua đứt sau này của Lim.
Gomes ra mắt tại La Liga vào ngày 23 tháng 8 năm 2014, xuất phát trong trận hòa 1–1 trên sân khách trước Sevilla FC. Anh ghi bàn thắng đầu tiên của mình tại đấu trường này vào ngày 22 tháng 9, ghi bàn thứ hai trong chiến thắng 3–0 trên sân khách trước Getafe CF.
Vào ngày 12 tháng 6 năm 2015, Benfica và Valencia đạt được thỏa thuận về việc chuyển nhượng Gomes. Sau đó, anh ký một bản hợp đồng với câu lạc bộ của Tây Ban Nha tới ngày 30 tháng 6 năm 2020.

### Barcelona
Vào ngày 21 tháng 7 năm 2016, FC Barcelona thông báo rằng họ đã đạt được thỏa thuận với Valencia về việc chuyển nhượng Gomes, với mức giá 35 triệu euro cộng thêm 20 triệu euro các khoản phí phụ.

## Sự nghiệp quốc tế

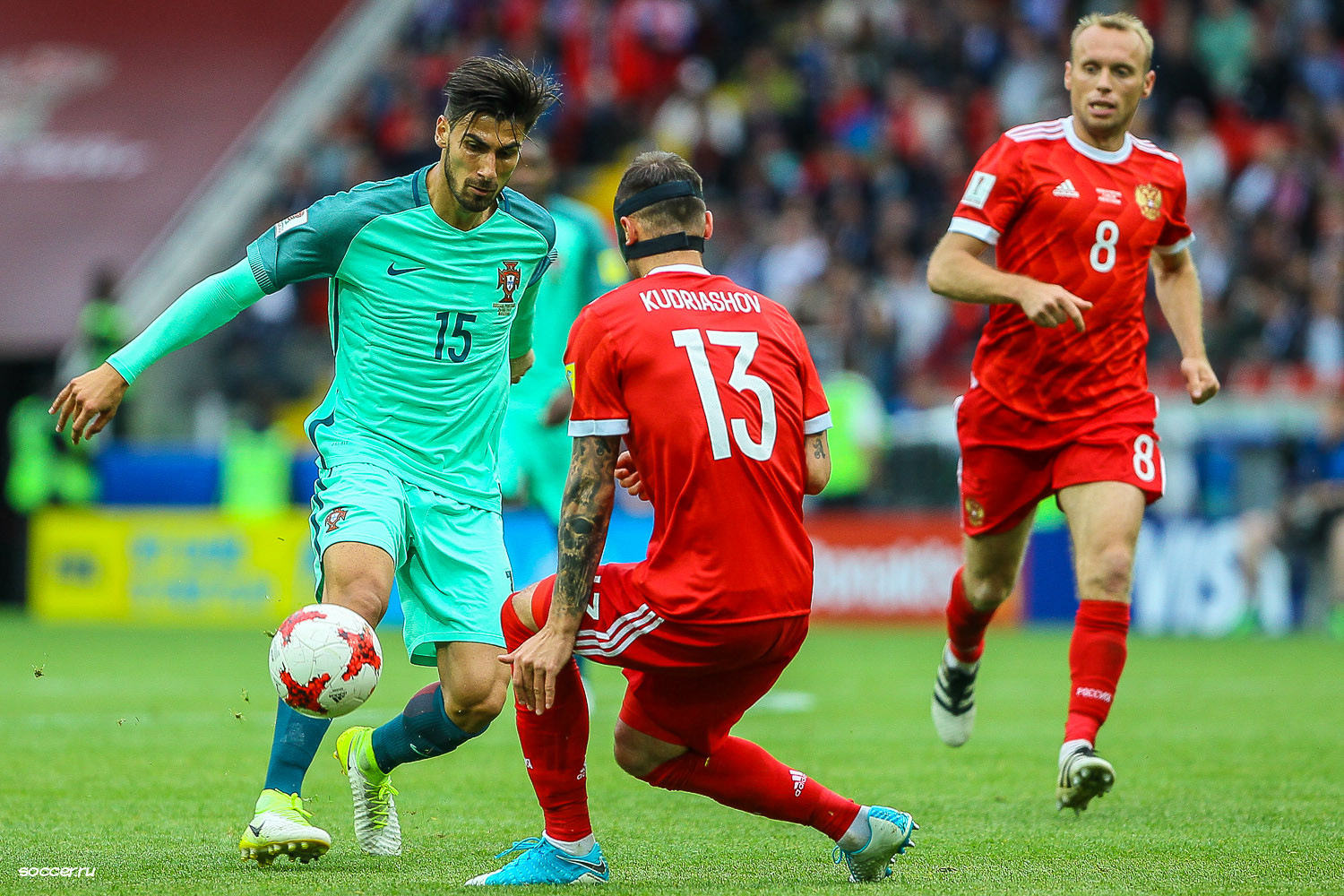
Gomes trong trận đấu với tại FIFA Confederations Cup 2017

Gomes đại diện cho Bồ Đào Nha tại 2012 UEFA European Under-19 Championship. Ở tuổi 19 anh lần đầu được gọi lên đội tuyển quốc gia, cho trận giao hữu với Ecuador vào ngày 6 tháng 2 năm 2013, nhưng không được sử dụng trong thất bại 2–3 trên sân nhà.
Gomes ra mắt đầy đủ vào ngày 7 tháng 9 năm 2014, xuất phát và chơi trọn vẹn 90 phút trong thất bại 0–1 trước Albania tại Estádio Municipal de Aveiro tại vòng loại UEFA Euro 2016. Anh được lựa chọn vào đội hình tham dự vòng chung kết tại Pháp, xuất phát trong trận đầu tiên của họ, hòa 1–1 trước Iceland tại Saint-Étienne nơi anh kiến tạo cho Nani ghi bàn trước khi bị thay thế bởi Éder trong hiệp hai.

## Thống kê sự nghiệp

### Câu lạc bộ
Tính đến ngày 13 tháng 9 năm 2020
| Câu lạc bộ          | Mùa giải            | Giải vô địch quốc gia | Giải vô địch quốc gia | Giải vô địch quốc gia | Cúp quốc gia | Cúp quốc gia | Cúp liên đoàn | Cúp liên đoàn | Châu Âu | Châu Âu | Khác | Khác | Tổng cộng | Tổng cộng |
| Câu lạc bộ          | Mùa giải            | Hạng đấu              | Trận                  | Bàn                   | Trận         | Bàn          | Trận          | Bàn           | Trận    | Bàn     | Trận | Bàn  | Trận      | Bàn       |
| ------------------- | ------------------- | --------------------- | --------------------- | --------------------- | ------------ | ------------ | ------------- | ------------- | ------- | ------- | ---- | ---- | --------- | --------- |
| Benfica B           | 2012–13             | Segunda Liga          | 9                     | 3                     | —            | —            | —             | —             | —       | —       | —    | —    | 9         | 3         |
| Benfica B           | 2013–14             | Segunda Liga          | 8                     | 5                     | —            | —            | —             | —             | —       | —       | —    | —    | 8         | 5         |
| Benfica B           | Tổng cộng           | Tổng cộng             | 8                     | 5                     | —            | —            | —             | —             | —       | —       | —    | —    | 8         | 5         |
| Benfica             | 2012–13             | Primeira Liga         | 7                     | 1                     | 3            | 0            | 2             | 0             | 5       | 0       | —    | —    | 17        | 1         |
| Benfica             | 2013–14             | Primeira Liga         | 7                     | 1                     | 4            | 1            | 3             | 0             | 9       | 0       | —    | —    | 23        | 2         |
| Benfica             | Tổng cộng           | Tổng cộng             | 14                    | 2                     | 7            | 1            | 5             | 0             | 14      | 0       | 0    | 0    | 40        | 3         |
| Valencia            | 2014–15             | La Liga               | 33                    | 4                     | 4            | 0            | —             | —             | —       | —       | —    | —    | 37        | 4         |
| Valencia            | 2015–16             | La Liga               | 30                    | 3                     | 4            | 0            | —             | —             | 7       | 2       | —    | —    | 41        | 5         |
| Valencia            | Tổng cộng           | Tổng cộng             | 63                    | 7                     | 8            | 0            | —             | —             | 7       | 2       | —    | —    | 78        | 9         |
| Barcelona           | 2016–17             | La Liga               | 30                    | 3                     | 8            | 0            | —             | —             | 8       | 0       | 1    | 0    | 47        | 3         |
| Barcelona           | 2017–18             | La Liga               | 16                    | 0                     | 5            | 0            | —             | —             | 9       | 0       | 1    | 0    | 31        | 0         |
| Barcelona           | Tổng cộng           | Tổng cộng             | 46                    | 3                     | 13           | 0            | —             | —             | 17      | 0       | 2    | 0    | 78        | 3         |
| Everton             | 2018–19 (mượn)      | Premier League        | 27                    | 1                     | 2            | 0            | 0             | 0             | —       | —       | —    | —    | 29        | 1         |
| Everton             | 2019–20             | Premier League        | 19                    | 0                     | 1            | 0            | 0             | 0             | —       | —       | —    | —    | 20        | 0         |
| Everton             | 2020–21             | Premier League        | 1                     | 0                     | 0            | 0            | 0             | 0             | —       | —       | —    | —    | 1         | 0         |
| Everton             | Tổng cộng           | Tổng cộng             | 47                    | 1                     | 3            | 0            | 0             | 0             | —       | —       | —    | —    | 50        | 1         |
| Tổng cộng sự nghiệp | Tổng cộng sự nghiệp | Tổng cộng sự nghiệp   | 187                   | 21                    | 31           | 1            | 5             | 0             | 38      | 2       | 2    | 0    | 263       | 24        |

### Đội tuyển quốc gia
Tính đến ngày 26 tháng 3 năm 2018
| Đội tuyển quốc gia | Năm       | Trận | Bàn thắng |
| ------------------ | --------- | ---- | --------- |
| Bồ Đào Nha         | 2014      | 3    | 0         |
| Bồ Đào Nha         | 2015      | 1    | 0         |
| Bồ Đào Nha         | 2016      | 13   | 0         |
| Bồ Đào Nha         | 2017      | 10   | 0         |
| Bồ Đào Nha         | 2018      | 1    | 0         |
| Tổng cộng          | Tổng cộng | 29   | 0         |

## Danh hiệu

### Câu lạc bộ
Benfica
- Primeira Liga: 2013–14
- Taça de Portugal: 2013–14
- Taça da Liga: 2013–14
- UEFA Europa League: Á quân 2012–13, 2013–14[28]

### Quốc gia
Bồ Đào Nha
- Giải bóng đá vô địch châu Âu: 2016 (Vô địch)
- Cúp Liên đoàn các châu lục: 2017 (Hạng ba)

### Cá nhân
- UEFA Europa League: Đội hình tiêu biểu của mùa giải 2013–14[29]